# Ye Wooing of Peggy
Ye Wooing of Peggy é um curta-metragem mudo de comédia romântica britânico de 1917, dirigido por Bertram Phillips e estrelado por Queenie Thomas, Jack Grey e Frank Petley.

## Elenco
- Queenie Thomas — Peggy
- Jack Grey — Noel
- Frank Petley — Sir John
- Edgar Lyons